# Víktor Astáfiev

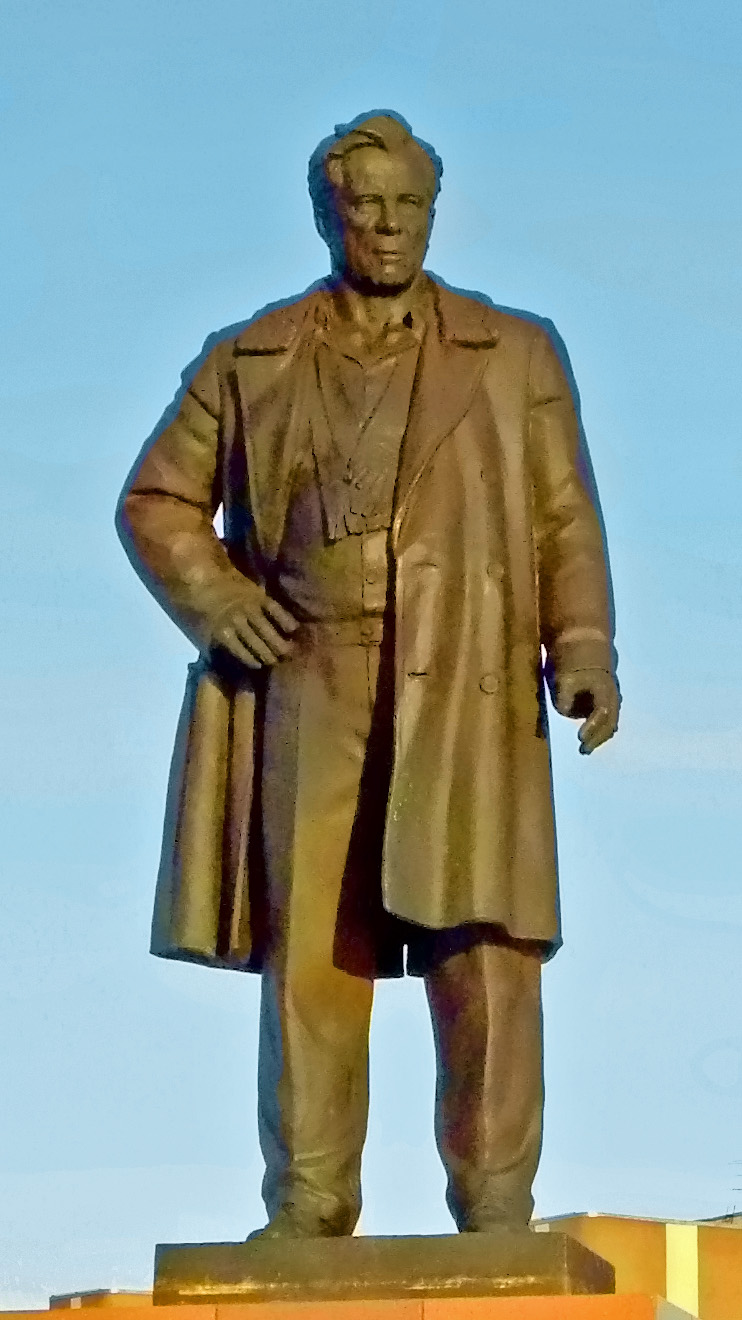
Monumento a Víktor Astáfiev.

Víktor Petróvich Astáfiev (en ruso: Виктор Петрович Астафьев) (1 de mayo de 1924 (la aldea Ovsianka krai de Krasnoyarsk) – 29 de noviembre de 2001, Krasnoyarsk) es un escritor ruso. 

## Biografía
Nació en una familia de campesinos. En 1931, durante la deskulakización emprendida por Stalin, su padre Piotr Pávlovich Astáfiev fue enviado a un campo de trabajo del Gulag y su madre falleció al volcar la barca en la que volvía  de ver a su marido. A la edad de siete años el futuro escritor se quedó al cuidado de sus abuelos maternos. En 1935, su padre fue puesto en libertad volviendo a casarse y llevándose a su hijo con su nueva familia, cuyo trato resultó poco apropiado para el niño. Sobrevivió vagabundeando hasta 1937 cuando fue internado en un orfanato. 
En 1941, empezó la Gran Guerra Patria y en 1942 Astáfiev se enroló como voluntario y fue al frente. Sirvió como un soldado hasta el fin de la guerra. En 1944 sufrió una contusión. En 1945 viajó a los Urales, a Chusovói, donde en ese mismo año se casó con María Koriákina. Tuvieron tres hijos – su primera hija murió durante su niñez en 1946, su hija Irina y su hijo Andréi. En Chusovói tuvo varios trabajos. 
En 1951, publicó sus primeros cuentos y en 1953 su primer libro “Hasta la primavera venidera”. 
Su exploración de temas como la tragedia de aldea rusa en el siglo XX o la Gran Guerra Patria le dio fama literaria. Forma parte del grupo de sedicentes "escritores de aldea" (“póchvenniki”), el cantador de Siberia, de carácter ruso con un tratamiento cuidadoso de la naturaleza y coexistencia armoniosa con plantas silvestres y animales. Siendo un soldado y afrontando las dificultades de la guerra, Astáfiev escribió unos libros que diferían del tratamiento oficial de la guerra, ensalzando a generales y mariscales. Astáfiev es uno de los representantes de la supuesta ‘prosa de soldados’. 
En 1989-1991, Astáfiev llegó a ser diputado del Congreso de los Diputados del Pueblo de la Unión Soviética.
En 1993, firmó la carta de los Cuarenta y dos escrita como reacción a la Crisis constitucional rusa de 1993.
Astáfiev fue galardonado con el Premio Estatal de la URSS y Héroe del Trabajo Socialista (1978), el Premio Estatal de Rusia (1996), Pushkin Prize of the Alfred Toepfer Foundation (1997), el Premio Yuri Kazakov (2001). Obtuvo el Premio Ruso Independiente "Triunfo", premio poseedor del fondo de Literatura Internacional «Por el honor y el talento», propietario de la orden «Por los servicios a la patria» segunda clase. En 2009, fue galardonado con el Premio Aleksandr Solzhenitsyn a título póstumo.
Algunas de sus obras fueron llevadas al cine. Su obra “El pez zar” inspiró un ballet de Vladímir Porotski en 1999. 
Sus libros han sido traducidos a muchas lenguas. 
Hay un museo dedicado a Víktor Astáfiev en Ovsianka y un monumento en Krasnoyarsk.
Desde 1996, se ha celebrado anualmente en Siberia una conferencia científica internacional, “Las reuniones literarias en la provincia rusa”, que recibe el nombre de Las lecturas de Astáfiev.

## Obras más destacadas
- “Hasta la primavera venidera” (“До будущей весны”, 1953)
- “Las nieves se derriten” (Тают снега, 1958),
- «Maldichos y matados” (Прокляты и убиты, 1995)
- “El Puerto” (Перевал, 1966),
- “Starodub” (Стародуб, 1966)
- “Lluvia de estrellas” (Звездопад, 1966)
- “El robo” (Кража, 1966), sobre el destino de un huérfano durante el periodo de la represión estalinista
- “En alguna parte la Guerra retumba” (Где-то гремит война, 1967)
- “La reverencia última” (Последний поклон, 1968)
- “El pez zar “ (Царь-рыба, 1976)
- “Historia triste de un policía (El detective triste)” (Печальный детектив, 1987)
- “Pesca de albures en Georgia” (Ловля пескарей в Грузии, 1984)
- “Deseo vivir tanto” (Так хочется жить,1995)
- “Pastor y pastora “(Пастух и пастушка, 1971)
- “¡Perdóname!” (Прости меня, 1980) - pieza de teatro
- “Un soldado jovial“ (Веселый солдат, 1998)

## Adaptaciones cinematográficas
- Todas las películas basadas en sus obras